# Planfayon
Planfayon (Plaffeien en allemand,  en patois fribourgeois) est une localité et une commune suisse du canton de Fribourg, située dans le district de la Singine.

## Histoire
Seigneurie médiévale, bailliage fribourgeois de 1486 à 1798. Depuis sa fondation en 1072, le monastère de Rüeggisberg possédait dans la région de Planfayon des domaines, le droit de collation et la haute justice. Les seigneurs d'Englisberg y étaient également possessionnés ; ils obtinrent la suzeraineté dans la vallée, qui formait une marche propre. Guillaume d'Englisberg témoigna en 1319 que ses serfs ne devraient pas être plus chargés de redevances qu'ils ne l'avaient été jusqu'alors. Ces droits passèrent à la seigneurie d'Illens, puis, en 1474, à la ville de Fribourg, qui acquit également les droits de Rüeggisberg en 1486. Dès lors et jusqu'en 1798, Planfayon fut un bailliage administré depuis Fribourg, ne relevant pas de ce fait de l'administration des Anciennes Terres. La haute justice et la perception des redevances incombaient au bailli. L'amman et le secrétaire baillival, tous deux habitant sur place et nommés par Fribourg, exerçaient la basse justice avec l'aide de jurés et du sautier cantonal et administraient les biens communaux avec le trésorier cantonal. Ces officiers étaient élus et contrôlés par l'assemblée des communiers.

### L'incendie de Planfayon
Le 31 mai 1906, Planfayon ont été la proie des flammes. Le feu est parti du hameaux de Ried, à 900 m de Planfayon. Le vent soufflait en tempête ce jour-là. Il a transporté des braises, éventuellement des tavillons incandescents jusqu'au village dont les toits de chaume se sont enflammés. 51 bâtisses (dont l'église) ont été anéanties. 274 personnes se sont retrouvées sans toit.

### La fusion
Lors du référendum du 27 septembre 2015, les citoyens des communes de Zumholz, Oberschrot et Planfayon ont voté pour une fusion des trois communes. Cela est entré en vigueur le 1er janvier 2017.

## Géographie
Selon l'Office fédéral de la statistique, Planfayon mesure 66,52 km2. 2,9 % de cette superficie correspond à des surfaces d'habitat ou d'infrastructure, 48,1 % à des surfaces agricoles, 38,1 % à des surfaces boisées et 10,9 % à des surfaces improductives.
La commune comprend également les hameaux de Bodenacker, Brand, Bühli, Eggersmatt, Gansmatt, Halta, Hasenholz, Leimbach, Plötscha, Ried, Riedgarten, Rohr, Sahli, Schürhalta, Sensematt, Uf der Egg et Zollhaus.
Planfayon est limitrophe de Jaun, Brünisried, Chevrilles, Dirlaret, Plasselb, Tavel et Val-de-Charmey ainsi que Boltigen, Guggisberg et Oberwil im Simmental dans le canton de Berne.

## Démographie
Selon l'Office fédéral de la statistique, Planfayon compte 3 668 habitants en 2023. Sa densité de population atteint 55 hab./km2.
Le graphique suivant résume l'évolution de la population de Planfayon entre 1850 et 2008 :

## Patrimoine
Planfayon possède la plus grande église néoromane du canton de Fribourg, elle fut reconstruite en 1910 à la suite de l'incendie de 1906 qui détruisit la quasi-totalité du village.

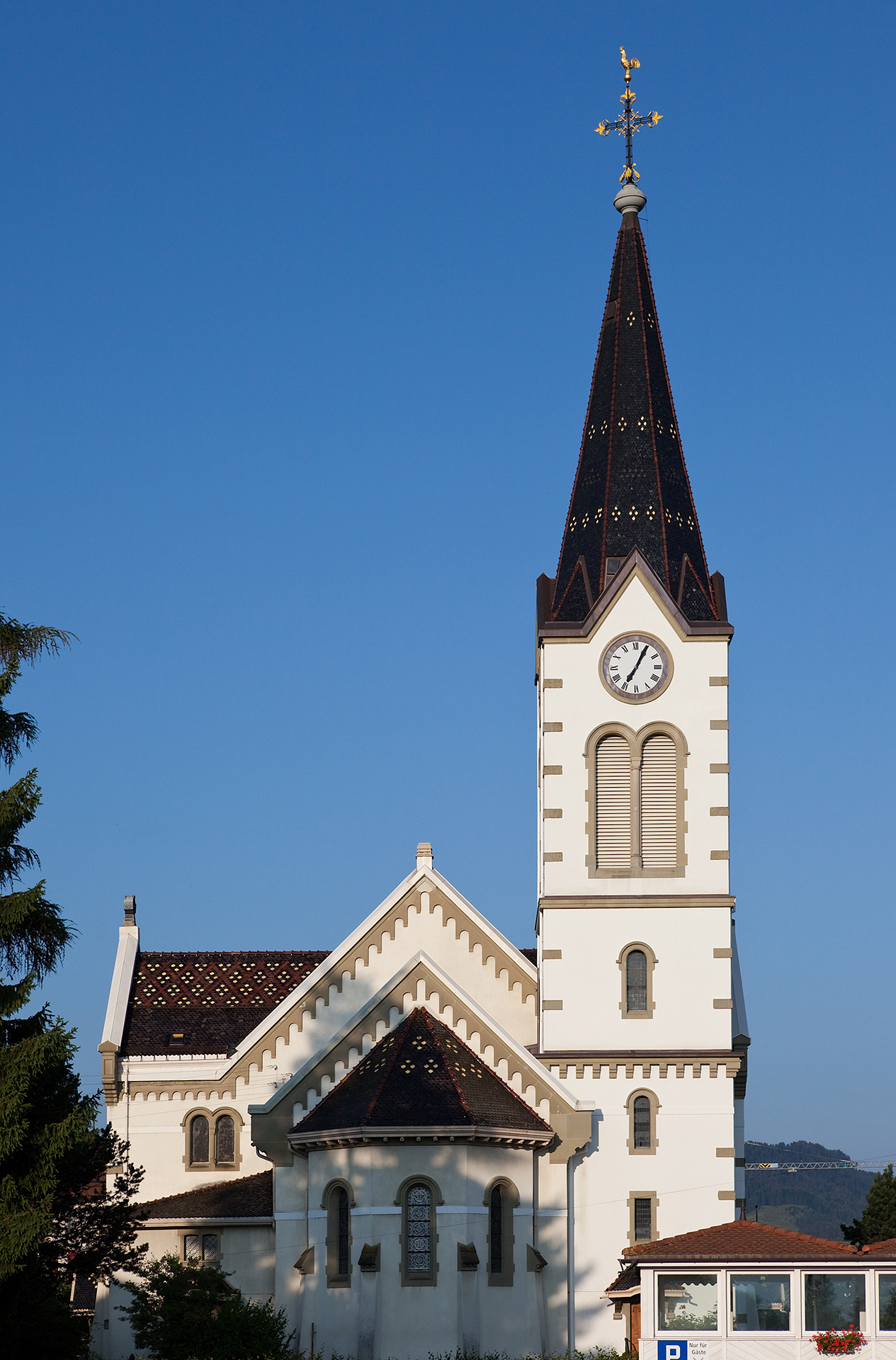
L'église de Planfayon

Photo aérienne prise à 2000 m par Walter Mittelholzer (1925)

## Jumelages
- Kasterlee (Belgique)[6]

## Personnalités liées à la commune
- Sibylle Matter (1973- ), triathlète suisse